# Grandjeanicus
Grandjeanicus (лат.) — род клещей из подотряда Endeostigmata отряда саркоптиформных (Sarcoptiformes), единственный в составе семейства Grandjeanicidae Kethley, 1977. 3 вида.

## Описание
Микроскопического размера клещи, длина тела — 400—600 мкм. Продорзум с 1 парой нитевидных трихотрий и 4 парами щетинок; срединные и латеральные глазки отсутствуют. Субкапитулум с 3 парами адоральных щетинок и 2 парами гипостомальных сет; хелицеры зубчатые с 2 сетами. Тело шаровидное с 3-4 парами щетинок в ряду c, и 11 парами щетинок в рядах d-h; имеют 3 пары генитальных папилл и 8 пар генитальных сет. Претарзус I без коготков и эмподиума, но со слуховым комплексом или флагеллумом.
Генитальные пластинки несклеротизированные, покрыты многочисленными щетинками и  генитальными папиллами. Кутикула тела складчатая.

## Классификация
Таксон был впервые описан в 1974 году южноафриканским акарологом Петером Тероном (Research Unit for Acarology, Instititte for Zoological Research, Potchefstrooin University, ЮАР) в составе семейства Hybalicidae. В настоящее время род выделяют в монотипическое семейство Grandjeanicidae  Kethley, 1977. Род назван в честь французского акаролога François Grandjean Архивная копия от 4 ноября 2011 на Wayback Machine (1882-1975). 3 вида:
- Grandjeanicus uncus Theron, 1974 — Южная Африка[6]
- Grandjeanicus gabonensis Coineau & Theron, in Coineau, Theron & Valette 1997 — Makokou; Габон[7]
- Grandjeanicus theroni Evans-Walter, 2001 — Bauple State Forest; Квинсленд, Австралия[8]